# Baobabula mussardi
Baobabula mussardi är en kvalsterart som beskrevs av Sandór Mahunka 1975. Baobabula mussardi ingår i släktet Baobabula och familjen Hemileiidae. Inga underarter finns listade.